# 제25회 크리틱스 초이스상
제25회 크리틱스 초이스상은 2019년 한해 미국 극장에서 공개된 영화·다큐멘터리 작품을 대상으로 수상된다. 방송 영화 비평가 협회가 주관하여 총 23개 부문이 시상되었다. 시상식은 미국 현지 시각으로 2020년 1월 12일 캘리포니아주 샌타모니카 공항 바커 격납고에서 열린다. 시상식 진행자는 테이 디그스이고, CW 채널에서 방송되었다.
시상식 결과 《원스 어폰 어 타임 인 할리우드》가 작품상을 수상했고, 《기생충》의 봉준호 감독과 《1917》의 샘 멘데스 감독이 공동으로 감독상을 수상했다. 최다 후보 작품은 《아이리시맨》로, 총 14개 부문에 후보로 올랐다. 최다 수상 작품은 《원스 어폰 어 타임 인 할리우드》로, 작품상을 포함해 총 4개 부문에서 수상했다.

## 수상 및 후보
| 작품상 | 감독상 |
| --- | --- |
| - 《원스 어폰 어 타임 인 할리우드》 - 《1917》 - 《포드 V 페라리》 - 《아이리시맨》 - 《조조 래빗》 - 《조커》 - 《작은 아씨들》 - 《결혼 이야기》 - 《기생충》 - 《언컷 젬스》 | - 봉준호 - 《기생충》 (공동수상) - 샘 멘데스 - 《1917》 (공동수상) - 노아 바움백 - 《결혼 이야기》 - 그레타 거윅 - 《작은 아씨들》 - 조시 사프디, 베니 사프디 - 《언컷 젬스》 - 마틴 스코세이지 - 《아이리시맨》 - 쿠엔틴 타란티노 - 《원스 어폰 어 타임 인 할리우드》                                                        |
| 남우주연상 | 여우주연상 |
| - 호아킨 피닉스 - 《조커》의 아서 플렉 / 조커 역 - 안토니오 반데라스 - 《페인 앤 글로리》의 살바도르 마요 역 - 로버트 드니로 - 《아이리시맨》의 프랭크 시런 역 - 레오나르도 디카프리오 - 《원스 어폰 어 타임 인 할리우드》의 릭 돌턴 역 - 애덤 드라이버 - 《결혼 이야기》의 찰리 바버 역 - 에디 머피 - 《내 이름은 돌러마이트》의 루디 레이 무어 역 - 애덤 샌들러 - 《언컷 젬스》의 하워드 래트너 | - 러네이 젤위거 - 《주디》의 주디 갈런드 역 - 아콰피나 - 《페어웰》의 빌리 왕 역 - 신시아 어리보 - 《해리엇》의 해리엇 터브먼 역 - 스칼렛 요한슨 - 《결혼 이야기》의 니콜 바버 역 - 루피타 뇽오 - 《어스》의 애들레이드 윌슨 / 레드 역 - 시어셔 로넌 - 《작은 아씨들》의 조 마치 역 - 샤를리즈 테론 - 《밤쉘》의 메긴 켈리 역 |
| 남우조연상 | 여우조연상 |
| - 브래드 피트 - 《원스 어폰 어 타임 인 할리우드》의 클리프 부스 역 - 윌럼 더포 - 《더 라이트하우스》의 토머스 웨이크 역 - 톰 행크스 - 《어 뷰티풀 데이 인 더 네이버후드》의 프레드 로저스 역 - 앤서니 홉킨스 - 《두 교황》의 베네딕트 16세 역 - 알 파치노 - 《아이리시맨》의 지미 호파 역 - 조 페시 - 《아이리시맨》의 러셀 버팔리노 역                                                           | - 로라 던 - 《결혼 이야기》의 노라 팬쇼 역 - 스칼렛 요한슨 - 《조조 래빗》의 로지 베츨러 역 - 제니퍼 로페즈 - 《허슬러》의 러모나 베가 역 - 플로렌스 퓨 - 《작은 아씨들》의 에이미 마치 역 - 마고 로비 - 《밤쉘》의 케일라 포스피실 역 - 자오수전 - 《페어웰》의 나이나이 역                                                  |
| 아역배우상 | 앙상블 연기상 |
| - 로먼 그리핀 데이비스 - 《조조 래빗》의 조조 베츨러 역 - 줄리아 버터스 - 《원스 어폰 어 타임 인 할리우드》의 트루디 프레이저 역 - 샤하디 라이트 조지프 - 《어스》의 조라 윌슨 / 엄브레이 역 - 노아 주프 - 《허니 보이》의 오티스 로트(12세) 역 - 토머신 매켄지 - 《조조 래빗》의 엘자 코어 역 - 아치 예이츠 - 《조조 래빗》의 요키 역                                                            | - 《아이리시맨》 - 《밤쉘》 - 《나이브스 아웃》 - 《작은 아씨들》 - 《결혼 이야기》 - 《원스 어폰 어 타임 인 할리우드》 - 《기생충》 |
| 각본상 | 각색상 |
| - 쿠엔틴 타란티노 - 《원스 어폰 어 타임 인 할리우드》 - 노아 바움백 - 《결혼 이야기》 - 봉준호 and 한진원 - 《기생충》 - 라이언 존슨 - 《나이브스 아웃》 - 룰루 왕 - 《페어웰》 | - 그레타 거윅 - 《작은 아씨들》 - 마이카 피처먼블루, 노아 하프스터 - 《어 뷰티풀 데이 인 더 네이버후드》 - 앤서니 매카튼 - 《두 교황》 - 토드 필립스, 스콧 실버 - 《조커》 - 타이카 와이티티 - 《조조 래빗》 - 스티븐 제일리언 - 《아이리시맨》                                                                               |
| 촬영상 | 편집상 |
| - 로저 디킨스 - 《1917》 - 야린 블라슈케 - 《더 라이트하우스》 - 페돈 파파미하일 - 《포드 V 페라리》 - 로드리고 프리에토 - 《아이리시맨》 - 로버트 리처드슨 - 《원스 어폰 어 타임 인 할리우드》 - 로런스 셔 - 《조커》 | - 리 스미스 - 《1917》 - 로널드 브론스틴, 베니 사프디 - 《언컷 젬스》 - 앤드루 버클런드, 마이클 매커스커 - 《포드 V 페라리》 - 양진모 - 《기생충》 - 프레드 래스킨 - 《원스 어폰 어 타임 인 할리우드》 - 셀마 스쿤메이커 - 《아이리시맨》                                                                                     |
| 의상상 | 미술상 |
| - 루스 E. 카터 - 《내 이름은 돌러마이트》 - 줄리언 데이 - 《로켓맨》 - 재클린 더런 - 《작은 아씨들》 - 아리안 필립스 - 《원스 어폰 어 타임 인 할리우드》 - 샌디 파월, 크리스토퍼 피터슨 - 《아이리시맨》 - 애나 로빈스 - 《다운튼 애비》 | - 바버라 링, 낸시 헤이그 - 《원스 어폰 어 타임 인 할리우드》 - 마크 프리드버그, 크리스 모런 - 《조커》 - 데니스 개스너, 리 샌데일스 - 《1917》 - 제스 곤처, 클레어 코프먼 - 《작은 아씨들》 - 이하준 - 《기생충》 - 밥 쇼, 레지나 그레이브스 - 《아이리시맨》 - 도널 우즈, 지나 크롬웰 - 《다운튼 애비》                      |
| 분장상 | 시각효과상 |
| - 《밤쉘》 - 《내 이름은 돌러마이트》 - 《아이리시맨》 - 《조커》 - 《주디》 - 《원스 어폰 어 타임 인 할리우드》 - 《로켓맨》 | - 《어벤져스: 엔드게임》 - 《1917》 - 《애드 아스트라》 - 《에어로너츠》 - 《포드 V 페라리》 - 《아이리시맨》 - 《라이온 킹》 |
| 애니메이션 영화상 | 액션 영화상 |
| - 《토이 스토리 4》 - 《스노우 몬스터》 - 《겨울왕국 2》 - 《드래곤 길들이기 3》 - 《내 몸이 사라졌다》 - 《잃어버린 세계를 찾아서》 | - 《어벤져스: 엔드게임》 - 《1917》 - 《포드 V 페라리》 - 《존 윅 3: 파라벨룸》 - 《스파이더맨: 파 프롬 홈》 |
| 코미디 영화상 | SF·공포 영화상 |
| - 《내 이름은 돌러마이트》 - 《북스마트》 - 《페어웰》 - 《조조 래빗》 - 《나이브스 아웃》 | - 《어스》 - 《애드 아스트라》 - 《어벤져스: 엔드게임》 - 《미드소마》 |
| 음악상 | 주제가상 |
| - 힐뒤르 그뷔드나도티르 - 《조커》 - 마이클 에이블스 - 《어스》 - 알렉상드르 데스플라 - 《작은 아씨들》 - 랜디 뉴먼 - 《결혼 이야기》 - 토머스 뉴먼 - 《1917》 - 로비 로버트슨 - 《아이리시맨》 | - "Glasgow (No Place Like Home)" - 《와일드 로즈》(공동수상) - "(I'm Gonna) Love Me Again" - 《로켓맨》(공동수상) - "I'm Standing With You" - 《브레이크스루》 - "Into the Unknown" - 《겨울왕국 2》 - "Speechless" - 《알라딘》 - "Spirit" - 《라이온 킹》 - "Stand Up" - 《해리엇》                                         |
| 외국어 영화상 | |
| - 《기생충》(대한민국) - 《애틀랜틱스》(세네갈) - 《레 미제라블》(프랑스) - 《페인 앤 글로리》(스페인) - 《타오르는 여인의 초상》(프랑스) | |

## 같이 보기
- 제10회 크리틱스 초이스 텔레비전상